# Phare de Bjørnøy
Le phare de Bjørnøy (en norvégien : Bjørnøy fyr) est un feu côtier dans la commune de Bodø, dans le Comté de Nordland (Norvège). Il est géré par l'administration côtière norvégienne (en norvégien : Kystverket).

## Histoire
Le phare d'origine a été construit en 1890. Il a été désactivé en 1972. La lanterne et galerie peintes en rouges étaient situées sur une base en pierre attachées au pignon d'une maison de gardien peinte en blanc. La maison est probablement utilisée comme une résidence privée.
En 1972, la maison-phare a été remplacé par une tourelle automatique située devant l'ancien phare. Le phare actuel est érigé sur la petite île de Bjørnøya à la limite est de l'île de Landegode, à environ 8 km au nord-est de Bodø et à environ 3 kilomètres au sud-est du phare de Landegode.

## Description
Le phare actuel  est une tour cylindrique en béton de 9 mètres de haut, avec une galerie et une lanterne. La tour est blanche et le dôme de la lanterne est rouge. Son feu à occultations émet, à une hauteur focale de 41 mètres, deux éclats (blanc, rouge et vert selon différents secteurs) toutes les 7.5 secondes. Sa portée nominale est de 6 milles nautiques (environ 11 km) pour le feu blanc, 4 pour le feu rouge et 3 pour le feu vert.
Identifiant : ARLHS : NOR-426 ; NF-7040 - Amirauté : L2574 - NGA : 10804 .

### Lien connexe
- Liste des phares de Norvège